# Карл-Гайнц Гагенау
Карл-Гайнц Гаґенау (нім. Karl-Heinz Hagenau; 31 серпня 1919, Ремшайд — 1993) — німецький підводник, капітан-лейтенант крігсмаріне.

## Біографія
Служив на борту есмінця Z22 «Антон Шмітт», який був потоплений 10 квітня 1940 року есмінцями 2-го британського флоту під час Норвезької кампанії. Після цього поступив на службу в морський полк «Нарвік», який складався з членів екіпажів потоплених кораблів. В 1942 році пройшов підготовку підводника, в липні того ж року був призначений на човен U-432, на якому взяв участь у двох походах. з 2 лютого по 11 червня 1943 року — командир U-34, з 12 червня 1943 по квітень 1944 року — командир U-704. На цих човнах Гаґенау не здійснив жодного походу. З серпня 1944 року — інструктор навчального підрозділу, який складався з двох малих підводних човнів Seehund.

## Звання
- Кандидат в офіцери (9 жовтня 1937)
- Морський кадет (28 червня 1938)
- Фенріх-цур-зее (1 квітня 1939)
- Обер-фенріх-цур-зее (1 березня 1940)
- Лейтенант-цур-зее (1 травня 1940)
- Обер-лейтенант-цур-зее (1 квітня 1942)
- Капітан-лейтенант (1 січня 1945)

## Нагороди
- Залізний хрест 2-го класу (15 травня 1940)
- Нагрудний знак есмінця (1 жовтня 1940)
- Нарвікський щит (1 жовтня 1940)
- Нагрудний знак мінних тральщиків (15 листопада 1940)
- Нагрудний знак підводника (5 січня 1943)
- Хрест Воєнних заслуг 2-го класу з мечами (20 квітня 1944)